# Santo André, Providência e Santa Catarina
O arquipélago de Santo André, Providência e Santa Catarina (em castelhano:  San Andrés, Providencia y Santa Catalina) é um departamento insular colombiano, localizado na extremidade ocidental do Mar das Caraíbas. Os territórios mais próximos são as ilhas e atóis caribenhos da Nicarágua e das Honduras, a oeste, seguindo-se, a nordeste, a Jamaica. Sua capital é o município de San Andrés.
O castelhano é a língua oficial e principal da população, mas o crioulo de San Andrés é ainda muito falado, sendo o idioma da população nativa do arquipélago (é muito semelhante aos crioulos de base inglesa falados em muitas partes do Caribe, como na Jamaica, Ilhas do Milho, Honduras e na Costa dos Mosquitos etc.) e é língua oficial local, assim como o próprio inglês.
O arquipélago é formado por três ilhas principais: San Andrés (26 km²), Providencia (17 km²) e Santa Catalina (1 km²), assim como pouco mais de duas dezenas de ilhotas, rochas e bancos de areia.
A soberania colombiana sobre as ilhas é contestada pela Nicarágua.
Os meios de transporte possíveis entre as ilhas são avião ou catamarã.

## História

### Era pré-colombiana
O afastamento da pequena extensão de terra habitável das ilhas, a mais de 200 quilômetros do continente centro-americano, aliado à dificuldade de navegação devido às correntes oceânicas, impediu que as populações indígenas se deslocassem para esses territórios em tempos pré-colombianos e estabelecessem um assentamento ou povoamento permanente. 

### Vice-reinado
Presume-se que as ilhas tenham sido vistas por Cristóvão Colombo durante sua quarta viagem em 1502, embora não haja evidências que confirmem isso. Em 1510, a Espanha tomou posse oficialmente das ilhas, mas não promoveu assentamentos ali, já que os conquistadores estavam ocupados subjugando as áreas continentais. As ilhas foram colocadas sob a administração da Real Audiência do Panamá, mas em 1544 a Coroa as colocou sob a jurisdição da Capitania Geral da Guatemala. O arquipélago foi indicado pela primeira vez em uma Carta Universal de autoria anônima datada de 1527 e no Mapa Rotz de 1542. Os primeiros assentamentos europeus no arquipélago, promovidos pela Companhia da Ilha de Providência, datam entre 1629 e 1630. Eles eram colonos holandeses e ingleses que vieram de Bermudas e Barbados, entre outros, e que se estabeleceram principalmente em Santa Catalina e Providência, dando-lhes os nomes de Henrietta (Santo André) e Providence (Providência e Santa Catalina). 
Entre as décadas de 1670 e 1680, Henry Morgan (popularmente conhecido como Pirata Morgan) e Edward Mansvelt tinham sua base de operações em San Andrés; As ilhas então se tornaram parte das colônias inglesas no Novo Mundo.  Em 1775 o capitão general da Guatemala, Dom Bernardo Troncoso, delegou ao tenente irlandês Tomás O'Neille a missão de expulsar os ingleses e holandeses do arquipélago, sob a autoridade do vice-rei Antonio Caballero y Góngora.  Entretanto, a produção e a exportação de algodão estavam em alta e a Espanha começou a interessar-se pelas ilhas. As relações entre a Espanha e a Inglaterra melhoraram posteriormente e, em 1786, foram assinados tratados exigindo a saída de todos os súditos ingleses da Costa dos Mosquito. Muitos partiram, mas a grande maioria pediu para ficar em troca de prestar homenagem às autoridades espanholas.  O'Neille solicitou que o arquipélago fosse colocado sob a jurisdição do Vice-Reino de Nova Granada, ato ocorrido em 20 de novembro de 1803, no qual a Mornaquia Espanhola emitiu um decreto real que colocou o arquipélago de San Andrés e a Costa dos Mosquitos, do Cabo Gracias a Dios ao Rio Chagres, sob a jurisdição da Real Audiência de Santafé de Bogotá e concedeu ao governador Tomas O'Neille um salário de dois mil pesos fortes por ano. 

### Independência
Durante a Guerra da Independência, as ilhas que até então permaneceram fiéis à Coroa Espanhola continuaram suas relações comerciais e de autoridade com a sede provisória do vice-reinado, que, no entanto, rapidamente perdeu a capacidade de controlar os avanços incendiários da emancipação da América Espanhola. Entre 1818 e 1821, o corsário francês Luis Aury (1788-1821) tomou as ilhas e entrou a serviço das tropas de Simón Bolívar. Em 23 de junho de 1822, a bandeira da Grande Colômbia foi hasteada pela primeira vez nas ilhas, e os conselhos de San Andrés e Providencia assinaram sua adesão à Constituição de Cúcuta após a visita de Luis Perú de Lacroix. As cinco ilhas principais tornaram-se o sexto cantão da província de Cartagena em 1822. 

### Século XIX
O arquipélago foi amplamente esquecido durante os primeiros 140 anos da República. Seus vínculos mais estreitos eram com as outras ilhas do Caribe de língua inglesa e com o Panamá; Um dos primeiros atos que ocorreram nas ilhas foi a declaração de San Andrés como uma zona franca e a abolição da escravidão, o que levou a um movimento de alfabetização bem-sucedido liderado pelo pastor antiescravista Philip Beekman Livingston. 

Outro fato posterior à independência foi o reconhecimento dos territórios costeiros do Mar do Caribe à Costa Rica, de acordo com o Decreto Real de 1573. Tratava-se de uma estratégia política porque os britânicos haviam demonstrado grande interesse pela América Central, o que fica claramente expresso num texto de Tomás Cipriano de Mosquera datado de 1852 e citado num dos seus textos académicos pela historiadora e doutora em estudos latino-americanos pela Universidade de Toulouse, Lucía Duque Muñoz, da seguinte forma: 
A fronteira de Nova Granada segue a costa atlântica até o Cabo Gracias a Dios, incluindo dentro desta costa os territórios das províncias de Riohacha, Cartagena, Panamá e Veraguas, e o território de Bocas del Toro, que inclui a Mosquitia e a costa de San Juan de Nicarágua, onde a Grã-Bretanha, pisoteando os direitos da América, quer manter um zambo como soberano de um país cujo domínio reconheceu à Espanha por tratados públicos. Nova Granada se ofereceu para firmar acordos com as Repúblicas da Nicarágua e da Costa Rica para ceder a elas parte dos direitos que tomou da Espanha com sua independência, e é provável que limite suas reivindicações ao Rio Culebra ou Dorces. A partir deste ponto, os limites de Nova Granada continuam ao longo da cadeia de montanhas que divide a província de Chiriquí da República da Costa Rica, até chegar à ponta do Burica ou Golfo Dulce, no Pacífico, cujo ponto preciso ainda não foi determinado em ambas as Repúblicas. 
O arquipélago pertenceu ao Estado Soberano de Bolívar até 1866, quando foi cedido ao governo central para administração direta. Em 1868, foi criado o Território de San Andrés e Providencia com o grupo de ilhas, ilhotas, ilhotas e baixios que compõem o arquipélago. 

### Século XX
Em setembro de 1900, o presidente francês Émile Loubet emitiu uma decisão sobre a fronteira entre a Colômbia e a Costa Rica, reconhecendo todas as ilhas do arquipélago como colombianas. Dois anos depois, dois comissários do presidente Roosevelt dos Estados Unidos chegaram a San Andrés com o objetivo de influenciar os ilhéus a apoiar a separação do Panamá, mas suas propostas foram implacavelmente rejeitadas pelos ilhéus. Após estes acontecimentos e após uma forte campanha liderada por Francis Newball desde o jornal The Searchlight (El Faro), foi aprovada a Lei 52 de 26 de outubro de 1912, na qual foi criada a Intendência de San Andrés e Providencia separada do departamento de Bolívar, do qual fazia parte. 
Em 24 de março de 1928, os governos da Colômbia e da Nicarágua assinaram o Tratado de Esguerra-Bárcenas, no qual o país sul-americano reconheceu a soberania da Nicarágua sobre a Costa dos Mosquitos e o país centro-americano reconheceu a soberania da Colômbia sobre o arquipélago de San Andrés, Providencia e Santa Catalina. Em 5 de maio de 1930, foi assinado o Protocolo que confirmava o Tratado de 1928. 
O governo do general Gustavo Rojas Pinilla declarou San Andrés um zona franca em 1953, o que transformou a ilha em um centro comercial e turístico. Isso também motivou a chegada de inúmeras pessoas da Colômbia continental. Em 1972, os Estados Unidos renunciaram às suas reivindicações sobre os Cayos Roncador, Serrana e Quitasueño, de modo que a Colômbia exerce soberania sobre eles como parte do arquipélago. No mesmo ano, a Nicarágua emitiu seu primeiro protesto contra a interpretação da Colômbia do Tratado de Esguerra-Bárcenas, que era desfavorável àquele país; Em 1980, o então presidente da Nicarágua, Daniel Ortega, denunciou o Tratado e anunciou que levaria o caso ao Tribunal Internacional de Justiça em Haia para provar que o arquipélago estava sob a soberania de seu país,  argumentando que a negociação real do acordo ocorreu entre os Estados Unidos e a Colômbia, forçando a Nicarágua de certa forma a assinar o tratado devido à ocupação militar dos EUA no país centro-americano naquela época. Em resposta, a Colômbia ratificou a validade dos tratados.

### Século  XXI
Com a Constituição Colombiana de 1991, as antigas intendências e delegacias de polícia foram declaradas como Departamentos, criando assim o Departamento Arquipélago de San Andrés, Providencia e Santa Catalina.  Dez anos depois, a UNESCO declarou o arquipélago de San Andrés, Providencia e Santa Catalina como Reserva da Biosfera das Flores do Mar.
No mesmo ano (2001), a Nicarágua reafirmou sua posição sobre a "nulidade" do Tratado assinado em 1928 e entrou com uma ação perante a Tribunal Internacional de Justiça, em Haia, em 6 de dezembro, reivindicando os territórios a leste do meridiano 82, incluindo o arquipélago de San Andrés. Em 2003, a Colômbia apresentou uma "objeção preliminar" à Corte, rejeitando os argumentos da Nicarágua.
Em 13 de dezembro de 2007, a Corte Internacional de Justiça emitiu uma sentença sobre as objeções preliminares da Colômbia. Nessa decisão, a Corte estabeleceu que o Tratado de 1928 e o Protocolo de 1930 eram válidos e que, portanto, a soberania da Colômbia sobre as ilhas de San Andrés, Providencia e Santa Catalina era inquestionável, uma vez que a situação havia sido resolvida. No entanto, a Corte estabeleceu que a questão da soberania sobre os Cayos Roncador, Serrana e Quitasueño, que não estão incluídos no Tratado de 1928, estava em aberto, pois estavam então em disputa entre a Colômbia e os Estados Unidos, e também deixou em aberto a questão da delimitação de áreas marinhas e submarinas entre os dois países.
Em 19 de novembro de 2012, a Tribunal Internacional de Justiça emitiu uma decisão sobre a reclamação apresentada pela Nicarágua contra a Colômbia, argumentando que todo o arquipélago pertence a este último país, reafirmando assim a soberania da Colômbia sobre as ilhas de San Andrés e Providencia, juntamente com os ilhotes de Alburquerque, Roncador, Serrana, Bajo Nuevo, Quitasueño e Serranilla. No entanto, com esta decisão, a Colômbia perdeu cerca de 43% do seu território marítimo no Mar do Caribe. 
Diante desta situação, em 27 de novembro de 2012, a Colômbia denunciou perante a OEA o Pacto de Bogotá, instrumento pelo qual a Colômbia reconheceu a jurisdição obrigatória da Tribunal Internacional de Justiça.  Após a retirada do Pacto de Bogotá, o presidente colombiano Juan Manuel Santos afirmou que “os limites não devem ser deixados nas mãos de um Tribunal”, dizendo também que “este princípio é compartilhado por outros países que tomaram a mesma posição que a Colômbia toma hoje”. 
A decisão do Tribunal Internacional de Justiça em 2012 alimentou o desejo de autonomia entre os ilhéus, inclusive com o objetivo de converter esse território em uma espécie de estado livre associado à Colômbia; algo semelhante ao que acontece entre os Estados Unidos e Porto Rico, ou como Andorra em relação à Espanha e à França. No entanto, alguns setores da população não concordam com essa ideia e a rejeitam.  O governo colombiano não aceitou a decisão de Haia nem a reconhece. 
Em 17 de novembro de 2020, o arquipélago foi duramente atingido pela força do furacão Iota, que durante seu curso atingiu a categoria 5 deixando em seu rastro danos materiais, 98% da infraestrutura das ilhas de Providencia e Santa Catalina foram devastadas por este furacão deixando-as sem energia e sem comunicações, enquanto na ilha de San Andrés os danos foram leves, mas com falta de comunicações e eletricidade.

## Organização territorial
San Andrés e Providencia possuem regime administrativo especial. A ilha de San Andrés é uma área não municipalizada , é a capital do departamento e está organizada em quatro núcleos populacionais : La Loma, San Luis, San Andrés e Punta Sur. Existe apenas um município: Providência.  A sede do governador e a assembleia departamental estão localizadas no centro povoado: San Andrés ao norte da ilha de San Andrés, que é a área de maior densidade populacional da ilha com mais de 6.000 habitantes/km².
Judicialmente, o departamento está agrupado em dois círculos notariais cujas sedes são San Andrés e Providencia com três cartórios notariais; A cabeça do círculo de registro principal com jurisdição sobre todo o arquipélago está localizada no primeiro; O departamento compreende os distritos eleitorais de San Andrés, Providencia e Santa Catalina. 
A partir da assembleia constituinte, foi estabelecido como um dos 32 departamentos da Colômbia, reivindicando para si todos os bens e direitos correspondentes a este título, conforme estabelecido nos artigos 309 e 310 da Constituição Política da Colômbia (CPC) de 1991. Desde esse momento, no departamento do Arquipélago de San Andrés, Providência e Santa Catalina, aqueles que ocuparão cargos públicos nas corporações regionais deste departamento são eleitos por eleição popular. Uma particularidade do sistema político do Arquipélago reside no seu desenho eleitoral. Neste departamento, a ilha de Providência, como único município, é o único distrito eleitoral que elege Prefeito e Vereadores; enquanto o recenseamento eleitoral correspondente ao conjunto do Arquipélago elege o governador e os membros da Assembleia dos Disputados. 

## Geografia
O departamento é o único do país sem território continental. Corresponde ao arquipélago de mesmo nome, que é um conjunto de ilhas, ilhotas e ilhotas localizadas sobre uma plataforma vulcânica no sudoeste do Mar do Caribe. 
Todo o arquipélago cobre uma área de 350.000 km² de mar. A extensão de seu território continental totaliza 44 km² (sem contar os numerosos ilhotes e ilhotas), o que o torna o menor departamento da Colômbia em área e o de maior densidade populacional do país, com 1.603,5 habitantes/ km². Se comparado a uma ilha caribenha como Carriacou, que tem uma área de 34 km² e uma população de 4.595 pessoas segundo um censo de 1991 com uma densidade de 135 pessoas por km², a desproporção é compreensível.  Por outro lado, se comparada a uma ilha como Java que tem uma área de 132.000 km², uma população de 160 milhões de habitantes com uma densidade de 1098 hab/km², a situação de San Andrés é relativamente normal.
As duas ilhas principais (San Andrés e Providência) apresentam relevos e composições rochosas diferentes: a primeira é produto de sedimentos calcários recentes , enquanto a segunda provém de um vulcão andesítico extinto durante o Mioceno médio e superior. 
O relevo de San Andrés é formado por uma cadeia montanhosa longitudinal de norte a sul com bosques de coqueiros cuja elevação máxima é La Loma a 85 m. Providencia tem um relevo acidentado com elevações de até 350 m (Alto Pick) acima do nível do mar. Santa Catalina, separada da anterior por um canal de 150 m de largura, é relativamente quebrada e sua altura máxima é de 133 m acima do nível do mar. 
Os ilhotas são pequenos afloramentos de recifes de corais formados principalmente por areias calcárias, às vezes com vegetação de coqueiros e gramíneas altas. 

## Clima
No arquipélago, a estação chuvosa é muito quente e nublada. A estação seca é quente e parcialmente nublada (janeiro a abril). Ao longo do ano, a temperatura normalmente varia de 26°C a 30°C e raramente cai abaixo de 25°C ou sobe acima de 31°C. A precipitação anual ultrapassa 1900 mm, com mais de 200 dias de precipitação. A região é propensa aos furacões mais intensos (categorias IV e V) e ondas de calor devido aos efeitos das mudanças climáticas. 

## Demografia e ortografia
Em 2005, o Departamento Administrativo Nacional de Estatística (DANE) registrou uma população de 70.554 habitantes em todo o arquipélago, com predominância do grupo afro-antilhano, que constitui 56,98% e possui características culturais únicas e língua própria. Este grupo humano é conhecido como raizal, 42,91% da população é mestiça e brancos, 0,1% é ameríndia ou indígena e 0,15% é cigana, estes últimos grupos humanos chegando ao Arquipélago principalmente a partir da segunda metade do século XX, especialmente da Colômbia continental e estrangeiros principalmente da Alemanha, Espanha, Itália, Noruega, Finlândia, Rússia, China, Venezuela, Equador, Brasil, Argentina entre outros.
| Ilha                             | População do Censo de 2005 | Superfície | Densidade     |
| -------------------------------- | -------------------------- | ---------- | ------------- |
| San Andrés                       | 65 627                     | 26 km²     | 2524,11 h/km² |
| Providência                      | 4927                       | 17 km²     | 289,82 h/km²  |
| Santa Catalina                   | Aprox. 200 habitantes.     | 1 km²      | -             |
| Outras ilhotas e ilhotas menores | Desabitado                 | 8,5 km²    | -             |
| Total                            | 70.554                     | 52,5 km²   | 1343,88 h/km² |

### Composição étnica
De acordo com os números apresentados pelo DANE a partir do censo de 2005, a composição etnográfica do departamento é: 
- Sem afiliação étnica (mestiço e branco): (42,9%)
- Raizal (39,4%)
- Negro, mulato, afro-colombiano ou afrodescendente (17,6%)
- Indígenas (0,1%)

### Linguagem
De acordo com o artigo 10 da Constituição colombiana, tanto o espanhol quanto a língua crioula de San Andrés e Providencia, a crioula sanandresana, falado pela população do arquipélago, são as línguas oficiais.
Embora o idioma oficial do arquipélago seja o espanhol, vale ressaltar que San Andrés e Providencia são locais linguisticamente privilegiados na Colômbia, com uma população em grande parte trilíngue. O nativo geralmente fala e escreve espanhol, além de inglês; e entre seus pares ele se comunica em crioulo de San Andrés.
Tanto o espanhol quanto o inglês são ensinados em instituições educacionais públicas e privadas, e a educação bilíngue é comum.

### Imigração
O mais recente censo geral da nação, realizado pelo Departamento Administrativo Nacional de Estatística da Colômbia ( DANE ), apresenta os seguintes resultados sobre o país de nascimento dos habitantes do Arquipélago de San Andrés, Providencia e Santa Catalina: 
| Núm.        | País           | População |
| ----------- | -------------- | --------- |
| 1           | Venezuela      | 360       |
| 2           | Panamá         | 51        |
| 3           | Nicarágua      | 44        |
| 4           | Estados Unidos | 40        |
| 5           | Líbano         | 23        |
| 6           | Itália         | 12        |
| 7           | Espanha        | 9         |
| 7           | Alemanha       | 9         |
| 7           | Costa Rica     | 9         |
| Não informa | Não informa    | 22        |
| Outros      | Outros         | 73        |
| Total       | Total          | 652       |

## Economia
A economia do departamento é baseada principalmente no turismo e no comércio; Diariamente chegam às ilhas vários aviões vindos de diferentes cidades colombianas e alguns do exterior com turistas em busca de lazer e descanso; As atividades acima são complementadas pela agricultura de subsistência e pela pesca, que são insuficientes para abastecer as ilhas, o que significa que a maior parte dos alimentos para consumo diário deve ser importada do próprio país, tanto para os moradores locais quanto para os turistas. No passado, vários produtos agrícolas eram explorados comercialmente, principalmente o coqueiro, além do algodão, milho, abacate, cana-de-açúcar, manga, laranja, inhame, noni, mandioca, mamão, batata-doce, abacaxi, feijão, tabaco e frutas; produções que vêm diminuindo ao longo dos anos devido a danos ao solo e à urbanização de muitas áreas.
Com a declaração do porto franco e as subsequentes migrações tanto da população do interior (Bolívar, Atlántico, Antioquia) como de estrangeiros (Oriente Médio), o turismo e a atividade comercial foram promovidos, incentivados pelos baixos custos das mercadorias. Isso aumentou o transporte aéreo e marítimo para a ilha, que é visitada por um grande número de turistas durante a alta temporada. [carece de fontes?]

### Turismo
Os principais atrativos turísticos do Arquipélago de San Andrés, Providencia e Santa Catalina são:  ]
- Buraco de sopro.
- Igreja Batista La Loma.
- Sucre, Acuario, Córdoba, Bolívar e Crab.
- Bairro de San Luis, onde reside a maior parte da população nativa.
- Caverna de Morgan.
- Lagoa Big Pond.
- Porto de El Cove.
- Parque Nacional Natural Old Providence McBean Lagoon.
- The Peak, um lugar que oferece uma vista imbatível do Mar do Caribe.
- Cabeça de Morgan, na Ilha de Santa Catalina.
- A árvore da casa.
- Jardim botânico.

## Cultura

### Culinária
A culinária do arquipélago é baseada em peixes como pargo, caracol, lagosta e caranguejo. Esses pratos geralmente são acompanhados de coco, banana-da-terra, mandioca e leite de coco. O prato mais tradicional é o rondón, uma espécie de caçarola de peixe e caracol cozidos lentamente em leite de coco, com mandioca, inhame, peixe e dumpling, um bolo feito com farinha de trigo. Outros pratos típicos são a sopa de caranguejo, patis, bolinhos de peixe, pãozinho, árvore de fruta-pão, costas de caranguejo, patacões e uma variedade de peixes. 